# Sender Maberzell
Der Sender Maberzell ist eine Sendeanlage zur Ausstrahlung von Hörfunksignalen. Er befindet sich an der Landstraße zwischen den Ortschaften Haimbach und Maberzell. Als Antennenträger kommt ein freistehender Rohrmast zum Einsatz.
Von diesem Sender werden die Stadt Fulda und umliegende Gebiete versorgt.

## Frequenzen und Programme

### Analoger Hörfunk (UKW)
| Frequenz (MHz) | Programm                               | RDS PS   | RDS PI | Regionalisierung | ERP (kW) | Antennendiagramm rund (ND)/gerichtet (D) | Polarisation horizontal (H)/vertikal (V) |
| -------------- | -------------------------------------- | -------- | ------ | ---------------- | -------- | ---------------------------------------- | ---------------------------------------- |
| 88,5           | 2007 bis 2017: hr3; zur Zeit ungenutzt | __hr3___ | D363   | –                | 0,32     | D (200–130°)                             | H                                        |

Von diesem Standort wurden bis 2006 der Deutschlandfunk (88,5 MHz) und bis August 2015 Klassik Radio (102,8 MHz) ausgestrahlt.

### Analoges Fernsehen (PAL)
Vor der Umstellung auf DVB-T diente der Sendestandort weiterhin für analoges Fernsehen:
| Kanal | Frequenz (MHz) | Programm       | ERP (kW) | Sendediagramm rund (ND)/ gerichtet (D) | Polarisation horizontal (H)/ vertikal (V) |
| ----- | -------------- | -------------- | -------- | -------------------------------------- | ----------------------------------------- |
| 12    | 224,25         | Das Erste (hr) | 0,006    | D                                      | H                                         |
| 21    | 471,25         | ZDF            | 0,02     | D                                      | H                                         |
| 44    | 655,25         | hr-fernsehen   | 0,04     | D                                      | H                                         |